# 음기
음기(陰夔, ? ~ ?)는 중국 후한 말기의 관료이다.

## 생애
건안 7년(202년), 원소 사후 원담과 원상은 후계자 자리를 놓고 다투었다. 이때 기도위 최염은 양쪽으로부터 초빙을 받았는데, 병을 핑계로 응하지 않았다. 기주를 장악한 원상 진영에선 최염을 옥에 가두었으나, 옛 예주자사 음기는 진림과 함께 원상을 설득하여 최염을 구해주었다.
건안 9년(204년), 원상은 업을 지키는 심배를 포위한 조조와 싸웠으나 오히려 패배하여 포위당하였다. 원상은 조조에게 머리를 숙이며 음기와 진림을 사자로 보내 화친을 제의했으나 조조는 이를 거절했다. 원상은 밤을 틈타 포위를 뚫고 달아나 기산(祁山)에서 저항했으나 조조가 이를 추격하였고, 교전이 벌어지기 직전에 음기는 도독장군(都督將軍) 마연·사성교위(射聲校尉) 곽소와 함께 조조에게 투항하였다.

## 《삼국지연의》 속 음기
원상이 조조군에게 항복하려 할 때 사자로 등장한다.